# TECHWIG
TECHWIG – indeks giełdowy obejmujący spółki giełdowe zakwalifikowane do Segmentu Innowacyjnych Technologii SiTECH (z wyłączeniem funduszy inwestycyjnych), notowane na warszawskiej Giełdzie Papierów Wartościowych.
Najwyższa wartość TECHWIG-u wyniosła 2 559,90 pkt, 13 marca 2000, natomiast najniższa: 313,08 pkt, 1 października 2002.
23 czerwca 2008 roku GPW zaprzestała publikacji indeksu.